# Chiesa di Santo Stefano a Rezzano
La chiesa di Santo Stefano a Rezzano si trova nel comune di Barberino di Mugello, nella località Galliano.

## Storia e descrizione
La parrocchia fu soppressa nel 1545 e riunita a quella di San Michele a Cintoia, la quale nel 1935 fu soppressa a sua volta e unita alla Chiesa di San Lorenzo alle Croci.
Nel 1750 e successivamente negli anni Cinquanta del Novecento la chiesa di Santo Stefano a Rezzano fu restaurata.
Il parroco don Alessandro Sostegni ottenne dalla chiesa di Santo Stefano a Rezzano due campane di stile rinascimentale, una del 1415 e un'altra del 1482, rifuse entrambe nel 1771.
La chiesa di Santo Stefano a Rezzano ospitava una pala d'altare raffigurante la Madonna col Bambino e i Santi Giovanni, Francesco, Matteo e Domenico, di Scuola fiorentina della seconda metà del XV secolo, che poi fu ceduta alla pieve di Barberino di Mugello.
Sulla strada vicina a Rezzano si trova il Palazzaccio, storicamente importante perché in esso ebbero la residenza gli Ubaldini di Galliano e Benedetto Varchi, che vi compose una parte della Storia fiorentina.